# هاگا، توچیگی
هاگا، توچیگی (به لاتین: Haga, Tochigi) یک منطقهٔ مسکونی در ژاپن است که در استان توچیگی واقع شده‌است. هاگا ۷۰٫۱۶ کیلومتر مربع مساحت و ۱۵٬۸۹۹ نفر جمعیت دارد.